# N-丙基-N-异丙基色胺
N-丙基-N-异丙基色胺（英語： 或 Propylisopropyltryptamine，缩写PiPT）是一种有机化合物，分子式C16H24N2，属于一种N,N-二烃基色胺衍生物，可作为致幻剂与迷幻药物。